# 西田井駅
西田井駅（にしだいえき）は栃木県真岡市西田井にある真岡鐵道真岡線の駅である。

## 歴史
- 1913年（大正2年）7月11日：官設鉄道（国鉄）の駅として開業[1][2]。
- 1958年（昭和33年）9月5日：業務委託化[3]、交換設備撤去・棒線化[1]。
- 1963年（昭和38年）1月10日：貨物取扱廃止[1][2]。
- 1970年（昭和45年）3月10日：荷物扱い廃止[2][4]。無人化[1][5]。
- 1975年（昭和50年）10月：駅長事務室と休憩室を撤去し、駅舎を改装[6]。
- 1987年（昭和62年）4月1日：国鉄分割民営化により、東日本旅客鉄道（JR東日本）の駅となる[2]。
- 1988年（昭和63年）4月11日：真岡鐵道に転換[1]。
- 1993年（平成5年）12月：国鉄時代に撤去された交換設備を復活[7]。
- 1998年（平成10年）3月：駅舎を改築。

## 駅構造

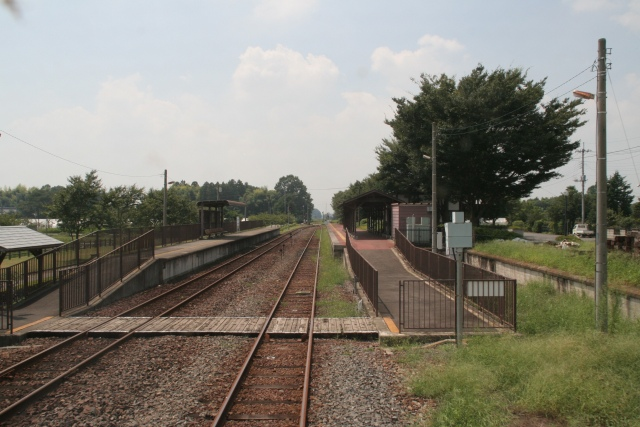
ホーム（2007年8月）

相対式2面2線のホームを有する地上駅で無人駅。茂木方面ホームは、ホームの一部に木造の屋根が設置されている。茂木方向に構内踏切があり、ホームとの間にはスロープが設置されている。

## 利用状況
近年の一日平均乗車人員の推移は下記のとおり。
| 乗車人員推移 | 乗車人員推移    |
| 年度         | 1日平均乗車人員 |
| ------------ | --------------- |
| 2007         | 23              |
| 2008         | 34              |
| 2009         | 35              |
| 2010         | 23              |
| 2011         | 36              |
| 2012         | 33              |
| 2013         | 30              |
| 2014         | 26              |
| 2015         | 19              |
| 2016         | 25              |
| 2017         | 20              |
| 2018         | 29              |
| 2019         | 22              |

## 駅周辺

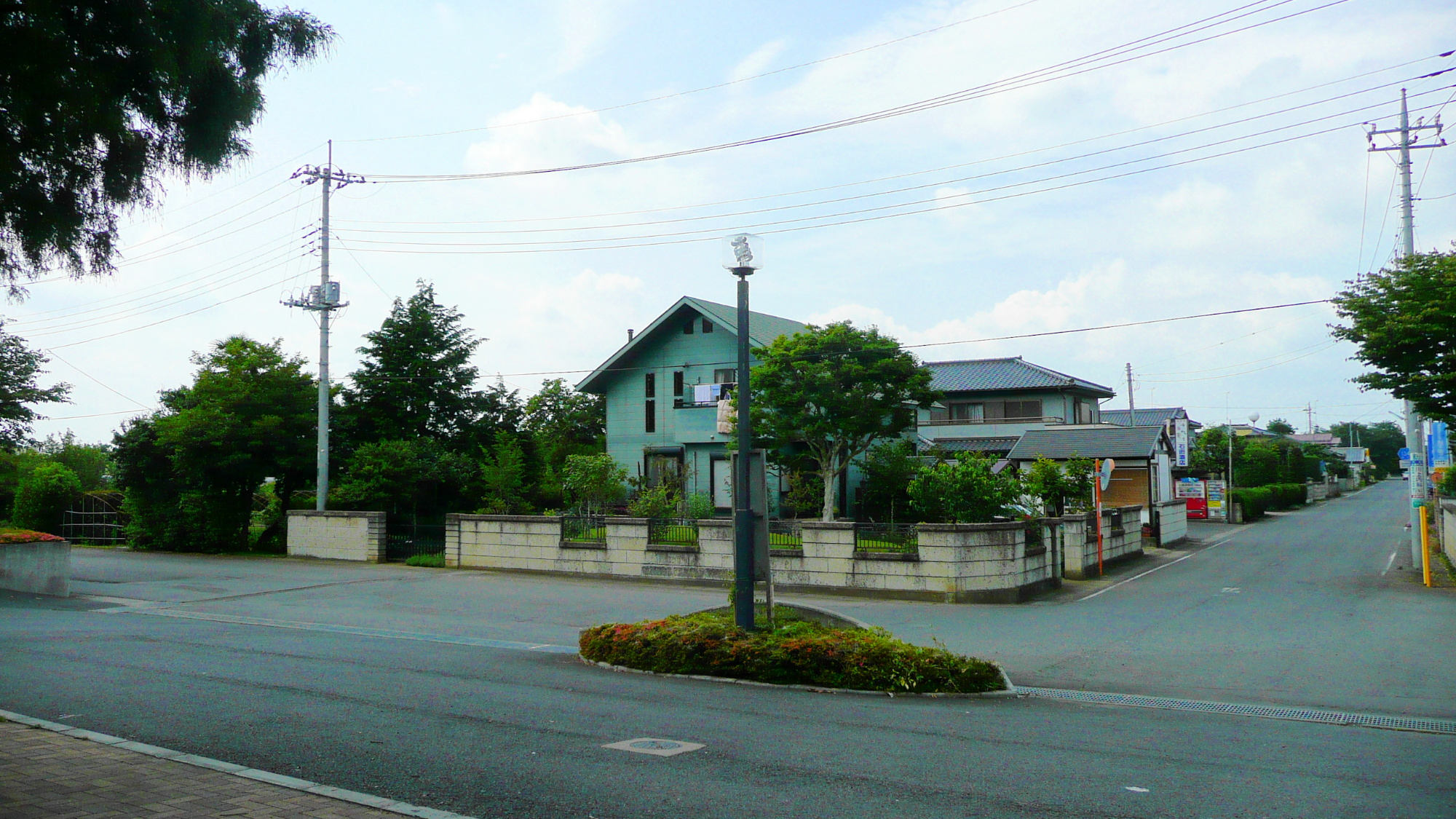
駅前（2008年6月）

駅前広場がある。
- 国道294号
- 栃木県道134号西田井停車場線
- 栃木県道197号西原西田井停車場線
- 真岡西田井郵便局
- 西田井駅前公民館

## 隣の駅
真岡鐵道
■真岡線
「SLもおか」停車駅
北真岡駅 - 西田井駅 - 北山駅

### 「にしだい」と読む他の駅
- 西台駅 - 都営地下鉄三田線の駅
- 西代駅 - 阪神神戸高速線・山陽電気鉄道本線の駅